# ドホーク・スタジアム
ドホーク・スタジアム(英: Dohuk Stadium)は、イラクのドホーク県ドホークにある多目的スタジアムである。

## 概要
1986年に建設された。収容人数は30,000人。
主にサッカーの試合に用いられる。イラク・プレミアリーグに所属するドホークSCがホームスタジアムとして使用している。

## 交通アクセス
ドホーク付近で一番の大都市であるモースルのモースル国際空港から車で約30～40分。